# جامع أحمد باشا القرملي

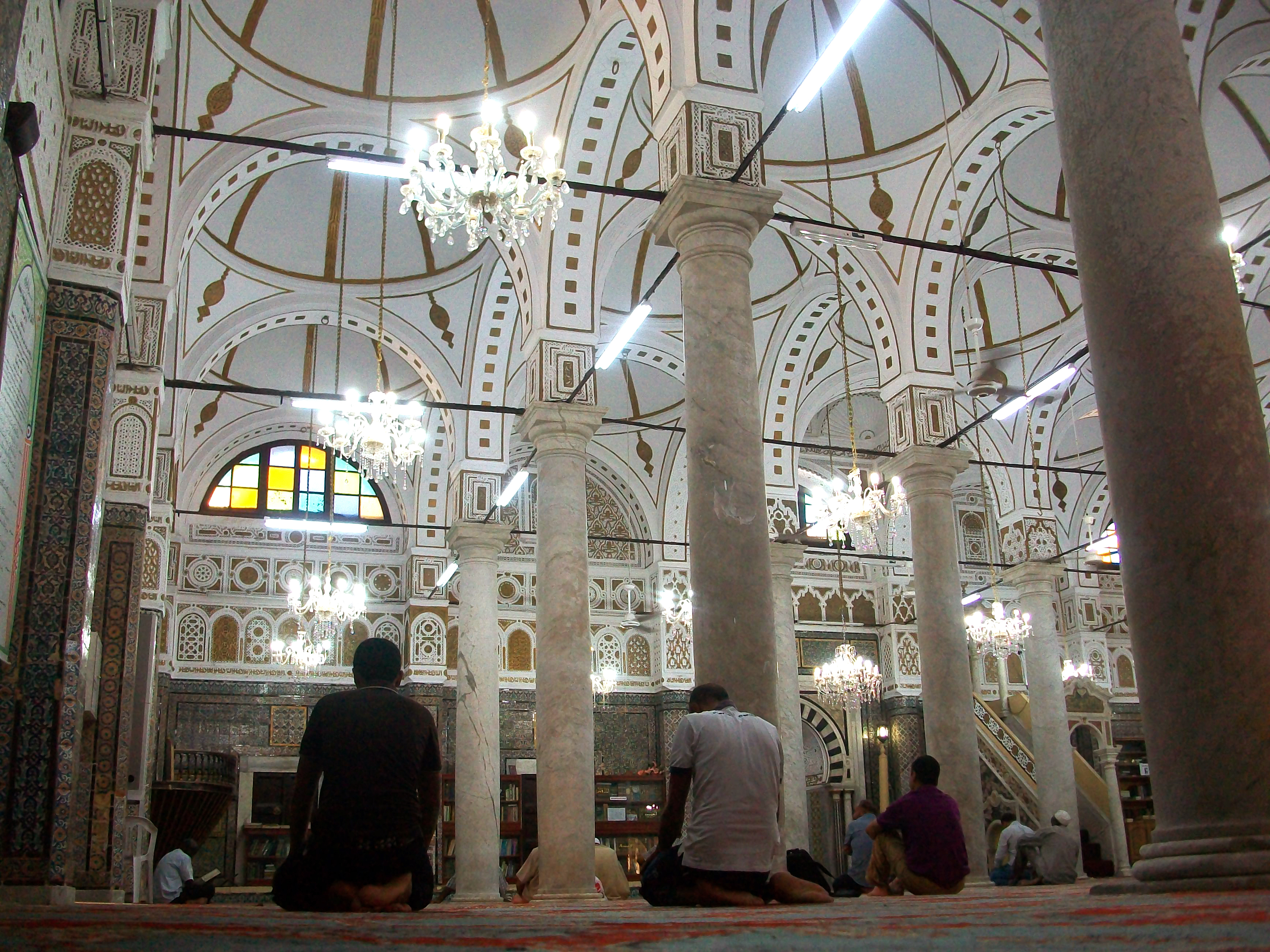
جامع أحمد باشا القرملي من الداخل.

جامع احمد باشا القرملي مسجد جامع يحمل اسم الوالي التركي أحمد باشا القرملي أسس سنة 1737 في المدينة القديمة (طرابلس). 

## تأسيس
تم تأسيس الجامع في سنة 1737 ميلادية، وتجد بداخله مدرسة تراثية وفيه أيضا ضريح المؤسس. ويعتبر أحد أجمل المساجد داخل المدينة القديمة (طرابلس) لما يحمله من نقوشات وزخارف معمارية وقد اهتم الوالى احمد باشا به لكي يظهر بهذا الشكل المميز

## موقع المسجد

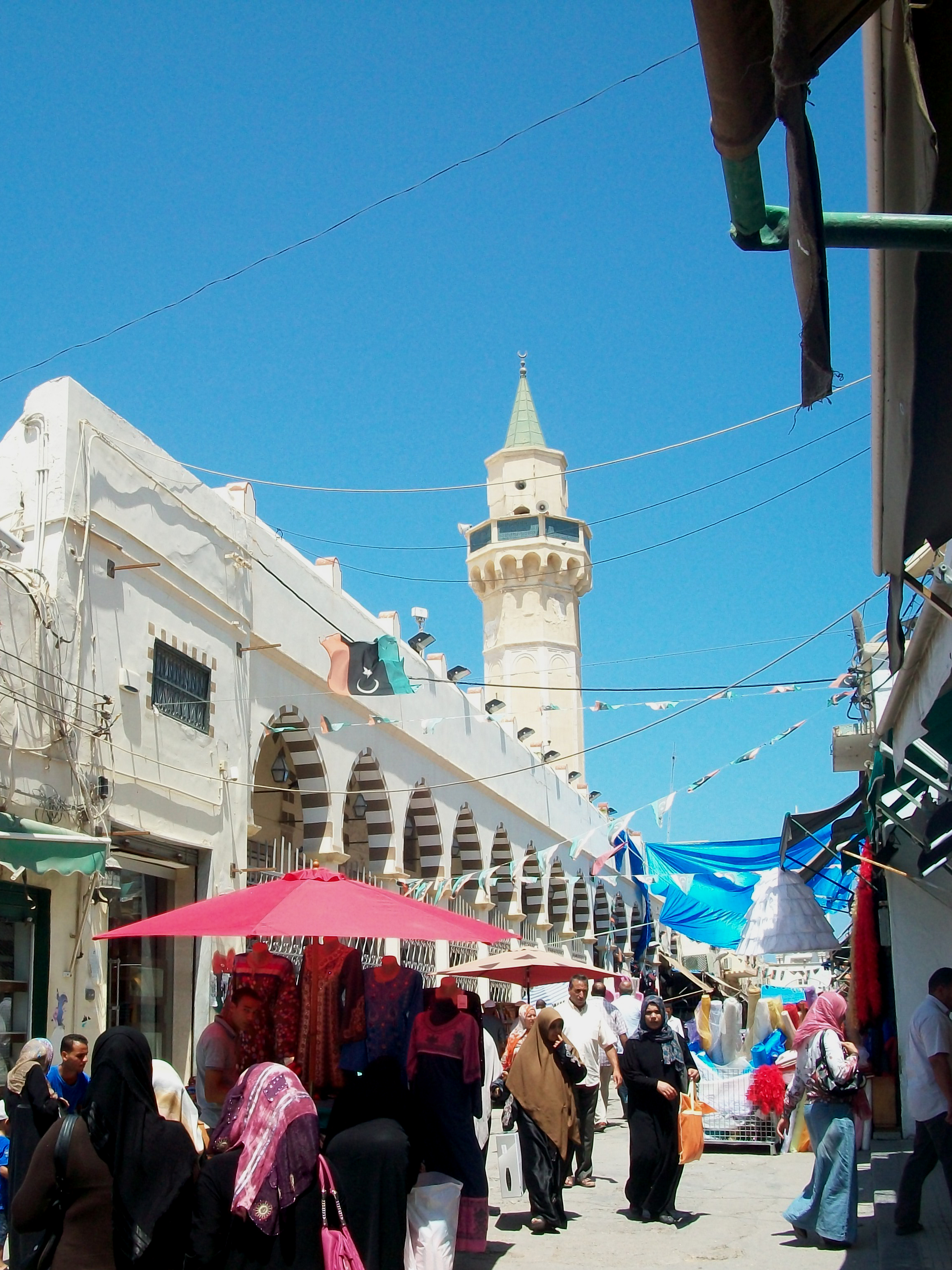
جامع أحمد باشا القرملي من الخارج بسوق المشير.

يقع في المنطقة الجنوب شرقية للمدينة القديمة بالقرب من باب المنشية ضمن حومة البلدية داخل أو في بداية سوق الترك.
موقع الجامع من موقع ويكمابيا 

## وصلات خارجية
http://www.tripolitania.com/oldcity/suk/index.html* [ بنوراما ]
http://doc.aljazeera.net/cinema/2009/08/2009830856357945.html* [ نوافذ السماء..... قراءة جمالية لمساجد طرابلس ]